# Coelorinchus
Coelorinchus – rodzaj morskich ryb z rodziny buławikowatych (Macrouridae).

## Występowanie
Zasiedlają oceany od Arktyki do Antarktydy w strefie bentalu i pelagialu na dużych głębokościach dochodzących do 2000 m.

## Klasyfikacja
Gatunki zaliczane do tego rodzaju:
| - Coelophrys arca - Coelorinchus acanthiger - Coelorinchus acantholepis - Coelorinchus aconcagua - Coelorinchus acutirostris - Coelorinchus amirantensis - Coelorinchus amydrozosterus - Coelorinchus anatirostris - Coelorinchus anisacanthus - Coelorinchus aratrum - Coelorinchus argentatus - Coelorinchus argus - Coelorinchus aspercephalus - Coelorinchus asteroides - Coelorinchus australis - Coelorinchus biclinozonalis - Coelorinchus bollonsi - Coelophrys bradburyae - Coelorinchus braueri - Coelophrys brevicaudata - Coelophrys brevipes - Coelorinchus brevirostris - Coelorinchus caelorhincus – buławik ostronosy, buławik strzałka - Coelorinchus campbellicus - Coelorinchus canus - Coelorinchus caribbaeus - Coelorinchus carinifer - Coelorinchus caudani - Coelorinchus celaenostomus - Coelorinchus charius - Coelorinchus chilensis - Coelorinchus cingulatus - Coelorinchus commutabilis - Coelorinchus cookianus - Coelorinchus cylindricus - Coelorinchus denticulatus - Coelorinchus divergens - Coelorinchus dorsalis - Coelorinchus doryssus - Coelorinchus fasciatus – grenadier pasiasty, buławik pasiasty - Coelorinchus flabellispinnis - Coelorinchus formosanus - Coelorinchus fuscigulus - Coelorinchus gaesorhynchus - Coelorinchus gilberti - Coelorinchus gladius - Coelorinchus goobala - Coelorinchus gormani - Coelorinchus hexafasciatus - Coelorinchus hige - Coelorinchus hoangi - Coelorinchus horribilis - Coelorinchus hubbsi - Coelorinchus immaculatus - Coelorinchus infuscus - Coelorinchus innotabilis | - Coelorinchus japonicus - Coelorinchus jordani - Coelorinchus kaiyomaru - Coelorinchus kamoharai - Coelorinchus karrerae - Coelorinchus kermadecus - Coelorinchus kishinouyei - Coelorinchus labiatus - Coelorinchus lasti - Coelorinchus leptorhinus - Coelorinchus longicephalus - Coelorinchus longissimus - Coelorinchus macrochir - Coelorinchus macrolepis - Coelorinchus macrorhynchus - Coelorinchus maculatus - Coelorinchus marinii - Coelorinchus matamua - Coelorinchus matsubarai - Coelorinchus maurofasciatus - Coelorinchus mayiae - Coelorinchus mediterraneus - Coelorinchus melanobranchus - Coelorinchus melanosagmatus - Coelophrys micropa - Coelorinchus mirus - Coelophrys mollis - Coelorinchus multifasciatus - Coelorinchus multispinulosus - Coelorinchus mycterismus - Coelorinchus mystax - Coelorinchus nazcaensis - Coelorinchus notatus - Coelophrys oblonga - Coelorinchus obscuratus - Coelorinchus occa - Coelorinchus oliverianus | - Coelorinchus osipullus - Coelorinchus parallelus - Coelorinchus pardus - Coelorinchus parvifasciatus - Coelorinchus platorhynchus - Coelorinchus polli - Coelorinchus productus - Coelorinchus pseudoparallelus - Coelorinchus quadricristatus - Coelorinchus quincunciatus - Coelorinchus radcliffei - Coelorinchus scaphopsis - Coelorinchus semaphoreus - Coelorinchus sereti - Coelorinchus sexradiatus - Coelorinchus shcherbachevi - Coelorinchus sheni - Coelorinchus simorhynchus - Coelorinchus smithi - Coelorinchus sparsilepis - Coelorinchus spathulatus - Coelorinchus spilonotus - Coelorinchus spinifer - Coelorinchus supernasutus - Coelorinchus thompsoni - Coelorinchus thurla - Coelorinchus tokiensis - Coelorinchus trachycarus - Coelorinchus triocellatus - Coelorinchus trunovi - Coelorinchus velifer - Coelorinchus ventrilux - Coelorinchus vityazae - Coelorinchus weberi - Coelorinchus yurii |

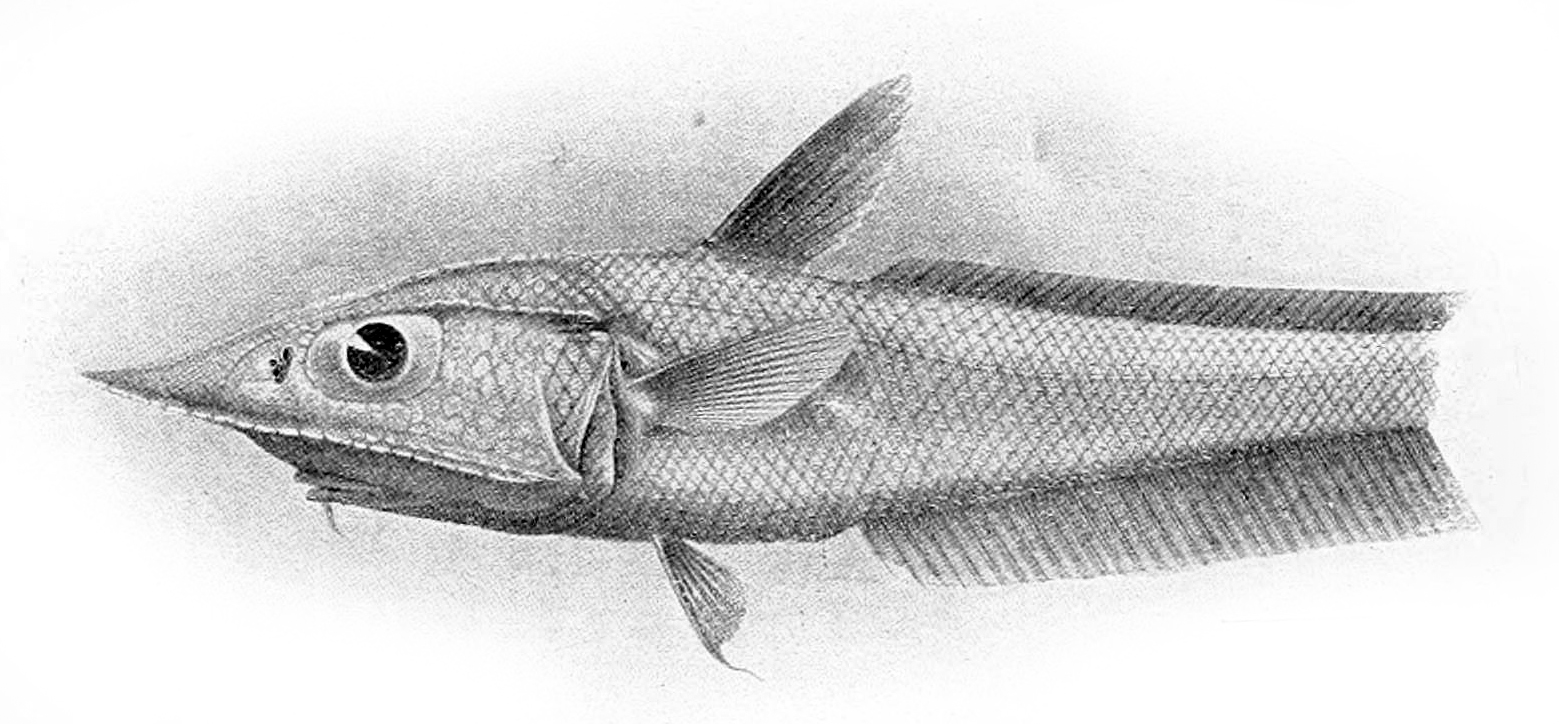
Coelorinchus aratrum
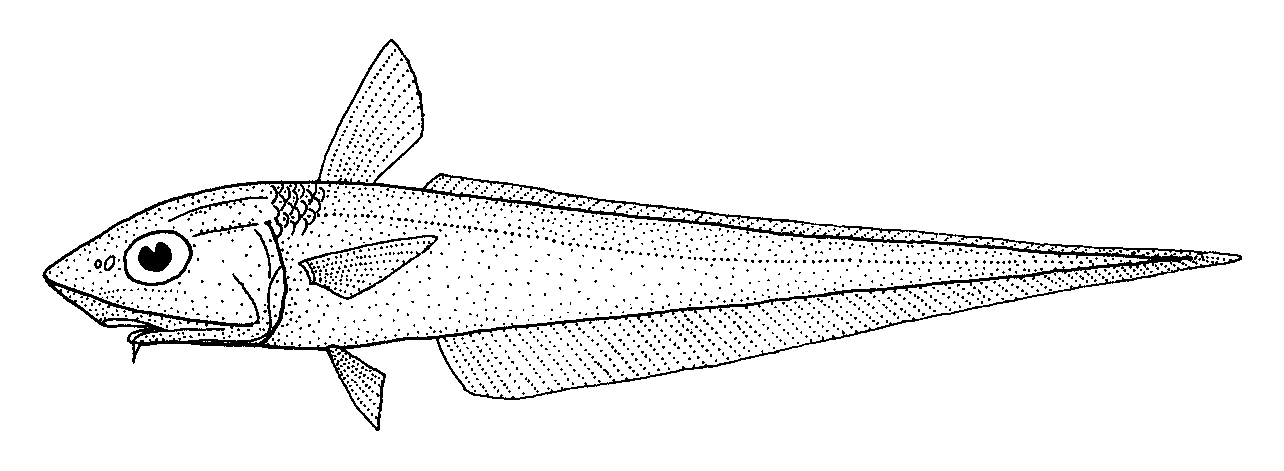
Coelorinchus australis
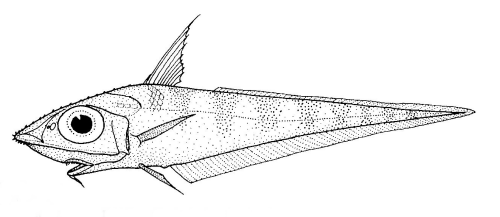
Coelorinchus bollonsi
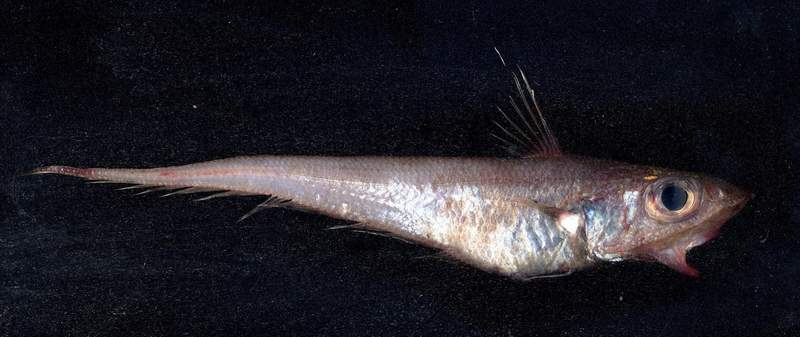
Coelorinchus caelorhincus
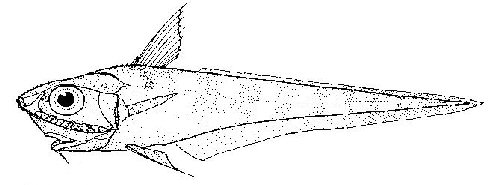
Coelorinchus cookianus
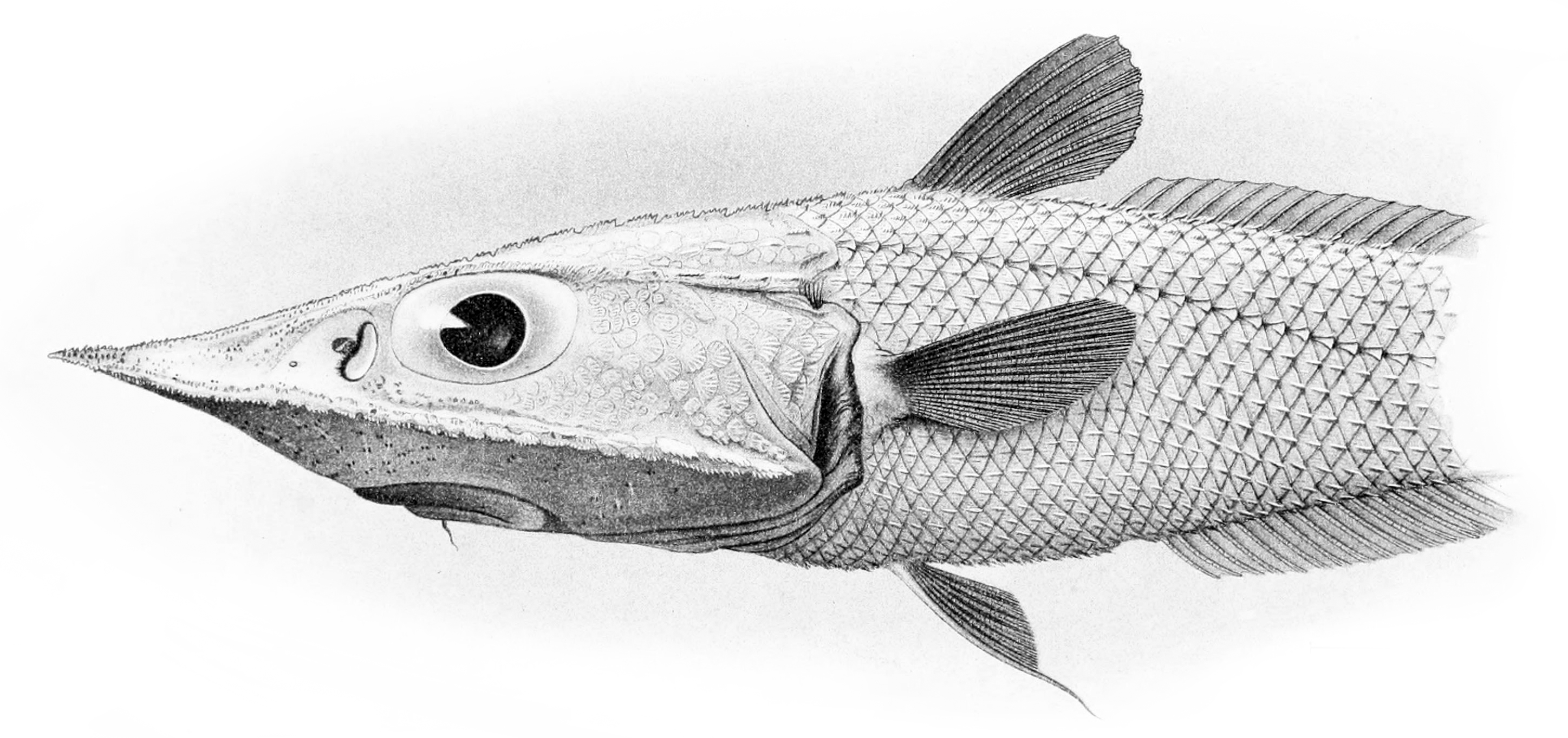
Coelorinchus doryssus
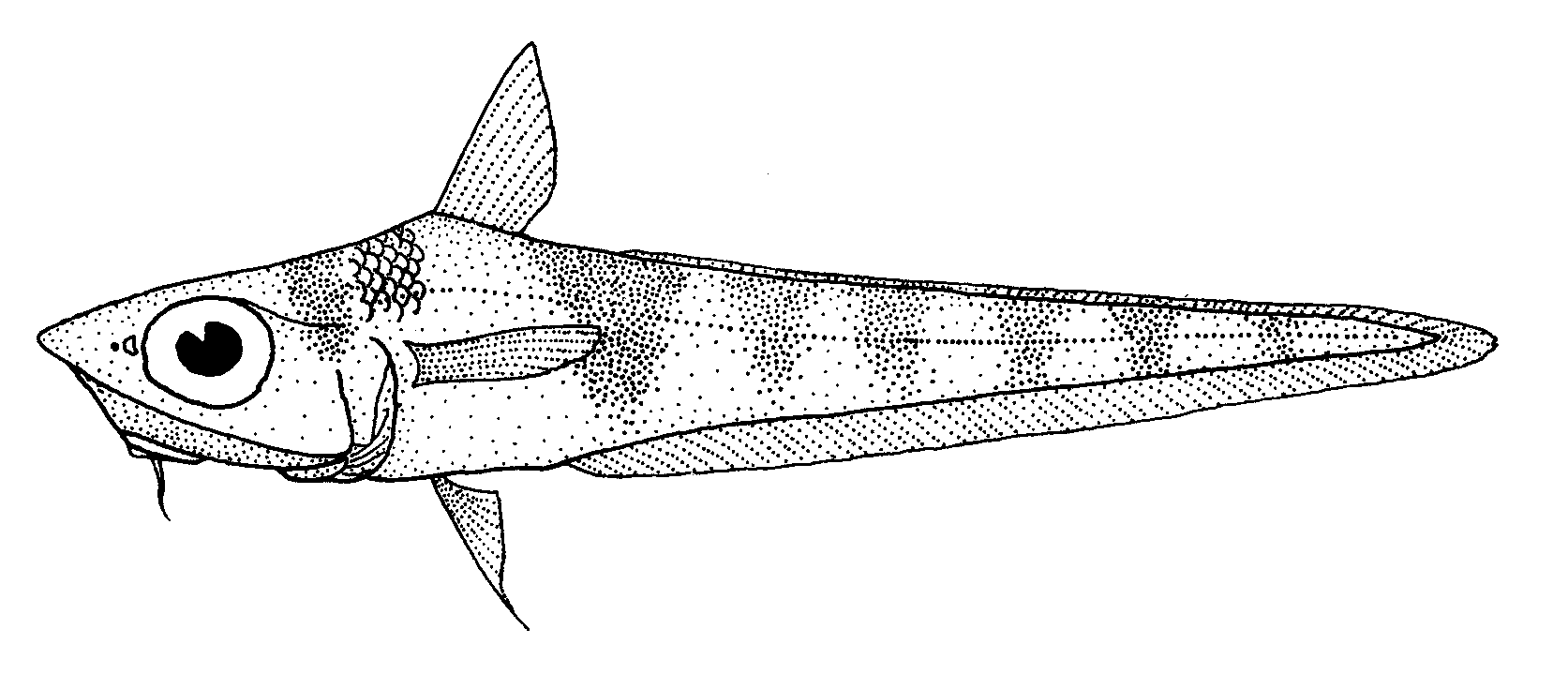
Coelorinchus fasciatus
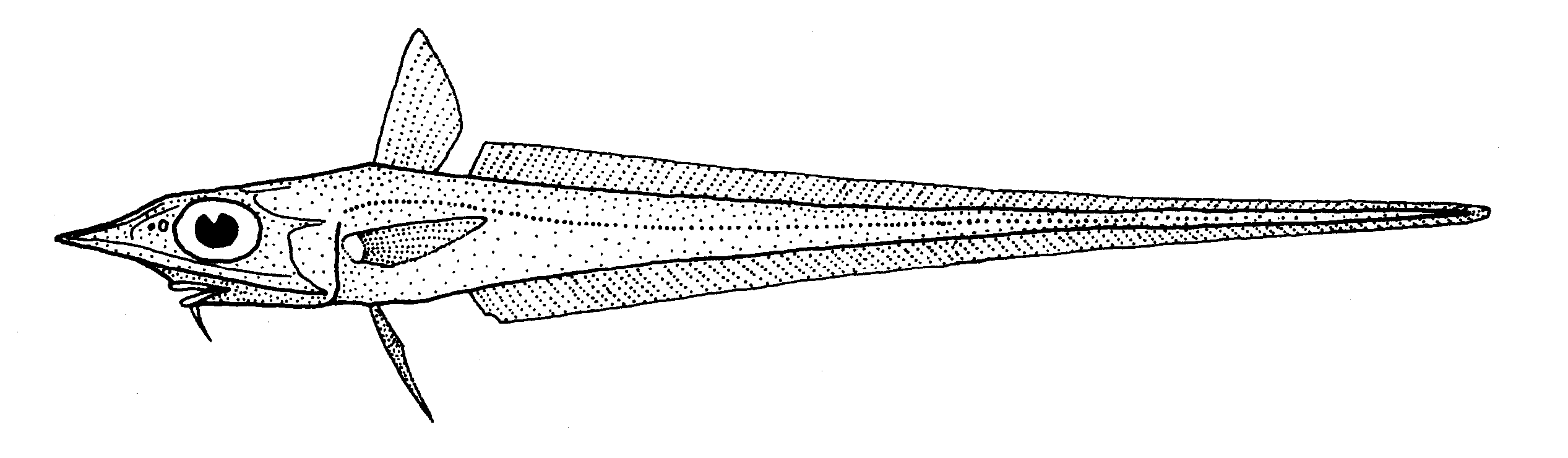
Coelorinchus innotabilis
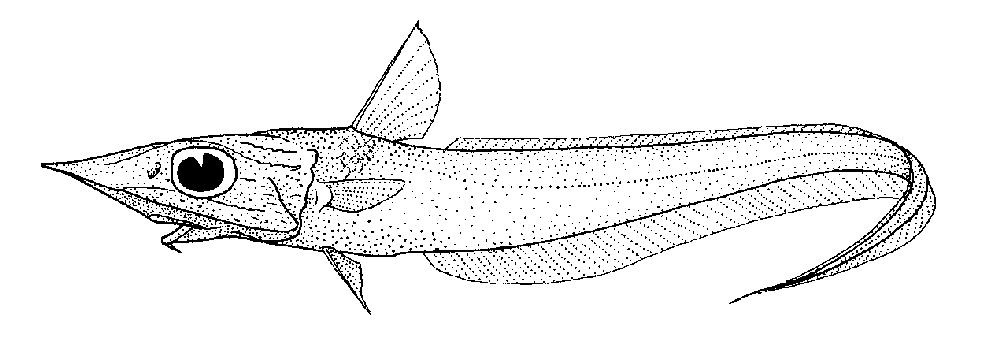
Coelorinchus kaiyomaru
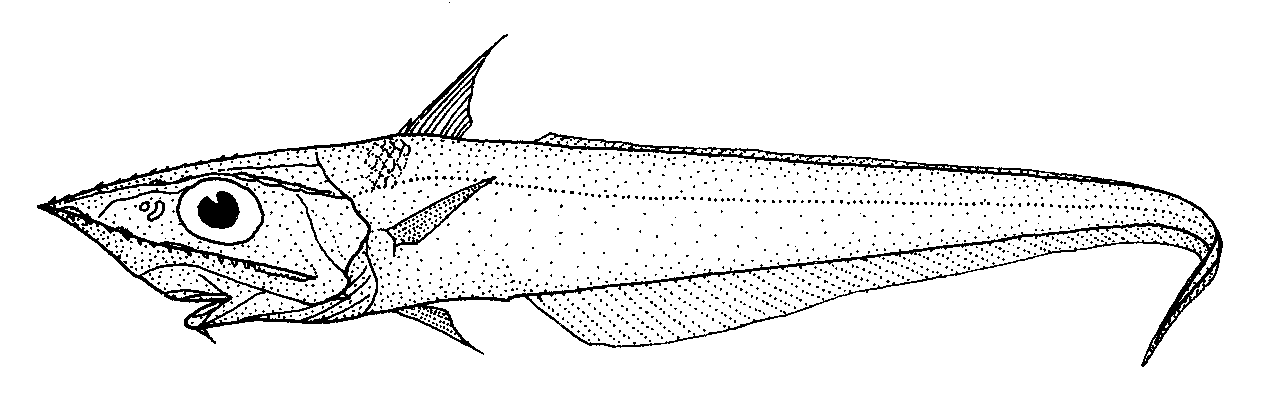
Coelorinchus kermadecus
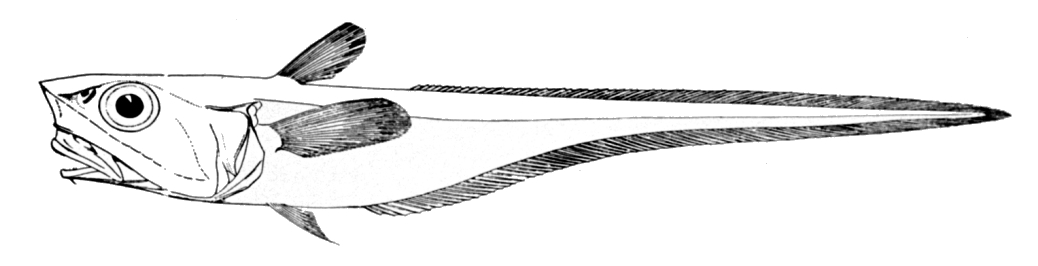
Coelorinchus macrochir
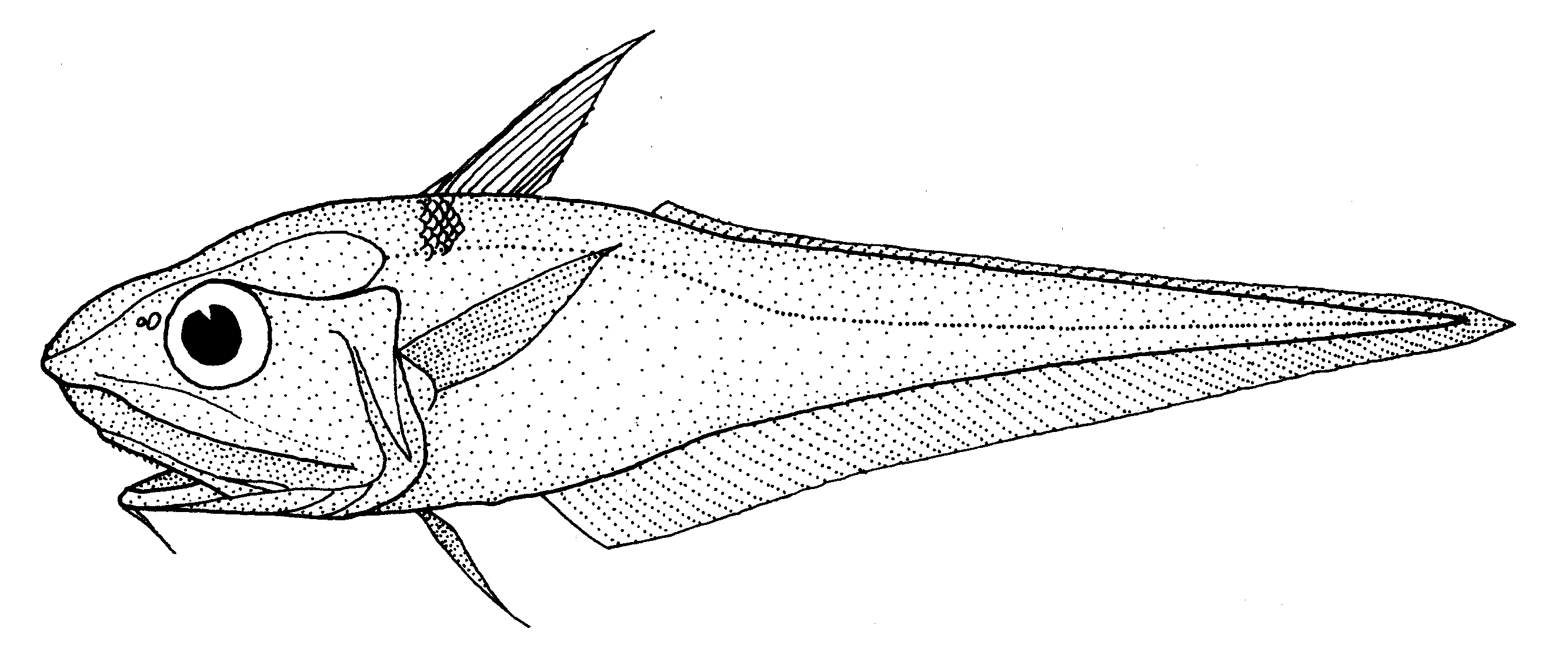
Coelorinchus matamua
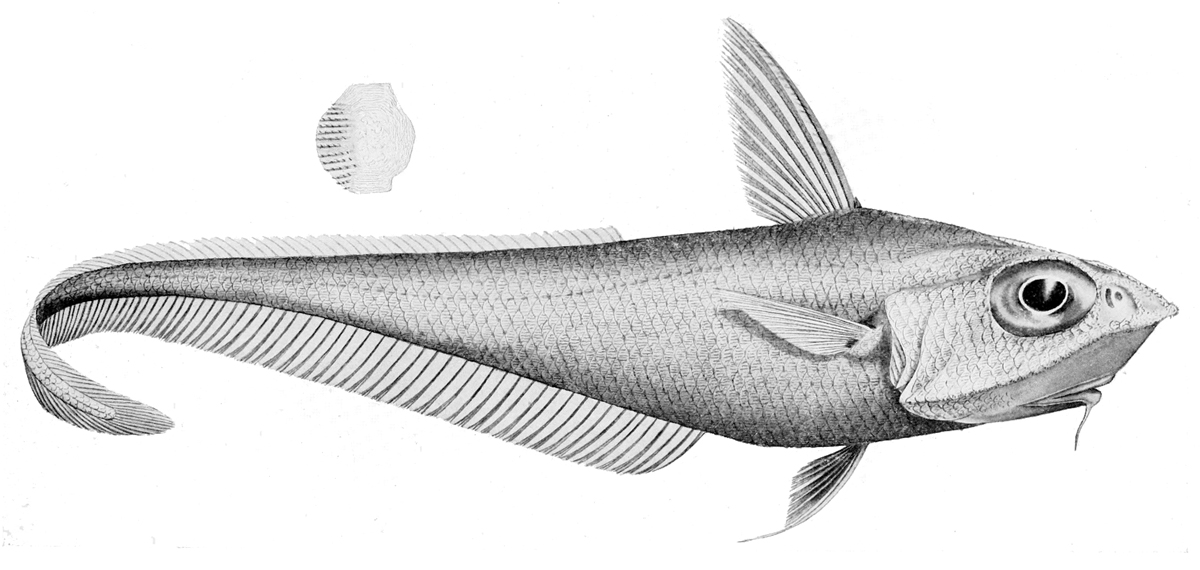
Coelorinchus mirus
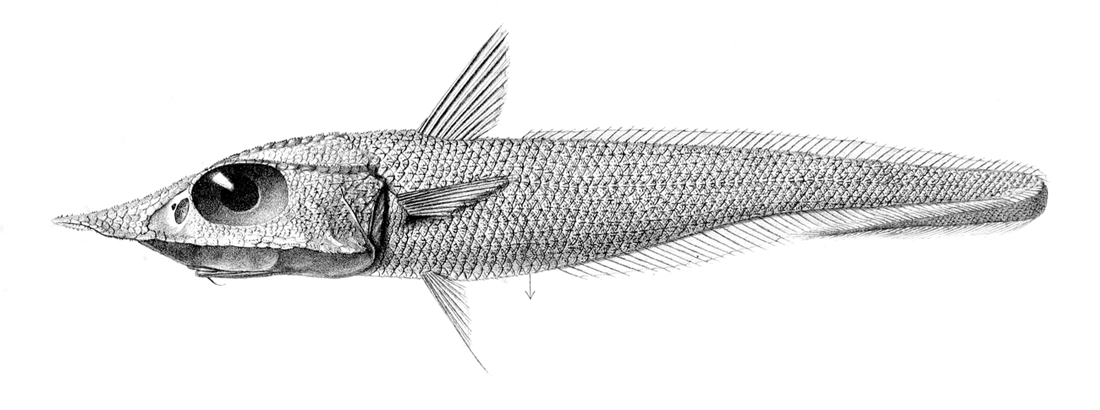
Coelorinchus occa
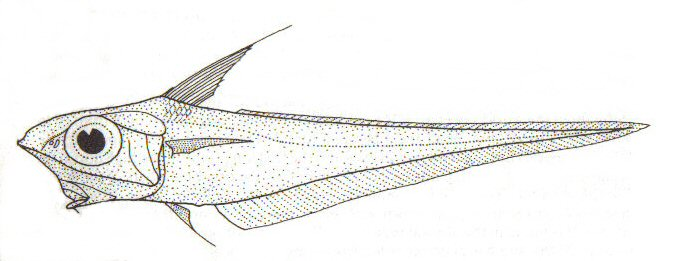
Coelorinchus oliverianus
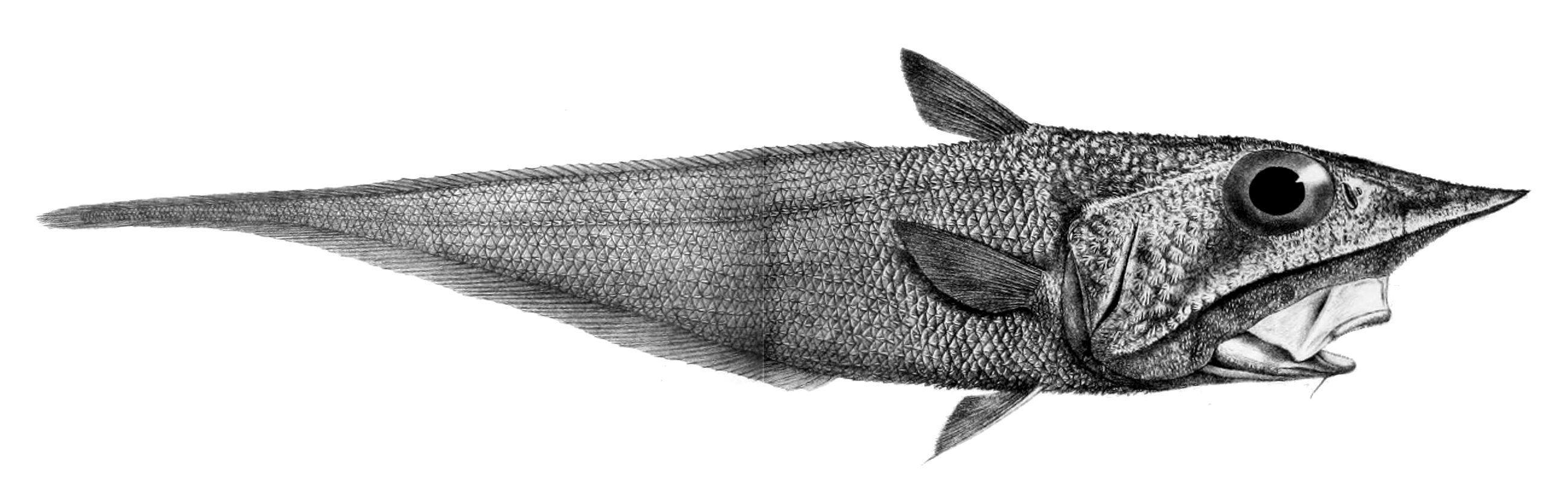
Coelorinchus parallelus